# Jacques Livage
Jacques Livage (né le 26 octobre 1938, à Neuilly-sur-Seine), est un chimiste français titulaire de la chaire de chimie de la matière condensée au Collège de France, membre de l’Académie des sciences.

## Biographie
En 1960, il obtint un diplôme d’ingénieur à l’école nationale supérieure de chimie de Paris où il a également obtenu un doctorat d’État. Il fut assistant puis maître-assistant dans cette même école de 1960 à 1973. Il est professeur à l’université Pierre-et-Marie-Curie à partir de 1973 et professeur au collège de France à partir de 2001.

## Travaux scientifiques
Jacques Livage est un pionnier dans le domaine de la chimie douce. Il a notamment développé des procédés sol-gel permettant d’obtenir des matériaux originaux inaccessibles par les voies classiques de la chimie inorganique. Ses travaux ont notamment pour but de copier les procédés de biominéralisation qui sont des processus naturels permettant d’obtenir des matériaux de type verre dans des conditions particulièrement douces par rapport aux procédés classiques d’obtention. Les applications industrielles d’une telle chimie sont considérables.
Il a publié plus de 500 articles scientifiques.

## Prix et distinctions
- prix Ivan-Peychès de l'Académie des sciences en 1980
- membre de l’"International Academy of Ceramics" en 1995
- membre de l'Institut universitaire de France de 1996 à 2001[4]
- membre de l'Académie des sciences depuis 1999
- chevalier de la Légion d'honneur en 2003

## Ouvrages
- Chimie théorique : concepts et problèmes, Hermann, 1972
- Les matériaux : présent et futur, Rhône Poulenc Recherches, 1990
- Les gels, Elsevier, 1995.
- De la solution à l’oxyde, EDP Sciences et Éditions du CNRS, 1998.
- Metal oxide chemistry and synthesis, J. Wiley, 2000.
- Chimie de la matière condensée, Fayard, 2003.